# Giuseppe Fattoruso
Giuseppe Fattoruso (Naples, XVIIe siècle) est un peintre italien baroque de l'école napolitaine, élève d'Andrea Vaccaro.

## Sources
- (en) Cet article est partiellement ou en totalité issu de l’article de Wikipédia en anglais intitulé « Giuseppe Fattoruso » (voir la liste des auteurs).

.